# Lucy Deakins
Lucy Deakins (18 de diciembre de 1971) es una abogada y ex-actriz estadounidense.

## Biografía
Deakins nació en Nueva York, hija de Alice, una profesora de William Paterson University, y de Roger, un profesor retirado de New York University. Ella se graduó de la Stuyvesant High School y estudió en Harvard University en 1988. Se graduó en 1994.
Su hijo, Mason, nació en enero de 2000. En enero de 2002, ella y su esposo se trasladaron a New York City para que pudieran estar más cerca del mundo del arte. Ese mismo año se retiró para seguir otra carrera. Se matriculó en la facultad de la Universidad de Washington en Seattle, y se graduó en 2007. Ella fue admitida al Colegio de Abogados de Nueva York, y ahora es abogada. Ahora trabaja en su oficina en Denver, Colorado. 

## Filmografía
- Law & Order

The Ring (2002) - Leah Stanton
Discord (1993) - Julia Wood
- A Mother's Gift (1995) - Isobelle as an adult
- There Goes My Baby (1994) - Mary Beth
- Stood Up! (1990) - Becky Noonan
- Cheetah (1989) - Susan
- The Great Outdoors (1988) - Cammie
- Little Nikita (1988) - Barbara Kerry
- The Boy Who Could Fly (1986) - Milly Michaelson
- As the World Turns (1984–1985) - Lily Walsh #1